# Kasdi Merbah

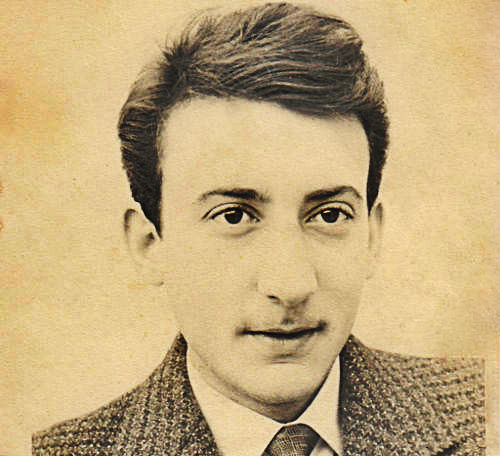
Kasdi Merbah

Kasdi Merbah (arabisch قاصدي مرباح, DMG Qāṣidiyy Marbāḥ, eigentlicher Name Abdallah Khalef (عبد الله خالف / ʿAbd Allāh Ḫālif); * 16. April 1938 in Beni Yenni; † 22. August 1993 in Algier) war von 1988 bis 1989 Premierminister von Algerien.

## Leben
Kasdi Merbah schloss sich während des Algerienkriegs als Oberschüler der FLN an. Er gehörte dabei zur Fraktion von Houari Boumedienne. Nach der Unabhängigkeit des Landes war er als Leiter des Militärgeheimdienstes tätig. 1965 war er am Sturz von Ahmed Ben Bella beteiligt.
Später studierte er Rechtswissenschaft und wurde Jurist. Er diente zuerst loyal Houari Boumedienne und wurde nach dessen Tod ein Weggefährte von Chadli Bendjedid. Dieser verdankte ihm seine Unterstützung und übergab ihm wichtige Positionen im Bereich der Armee, wo er es bis zum Rang eines Obersten schaffte. In den 1980er-Jahren war er Minister für Landwirtschaft und Fischerei und von Februar bis November 1988 Gesundheitsminister. Da Chadli einen loyalen Mann für Wirtschaftsreformen brauchte, setzte er vorerst die Regierung von Abdelhamid Brahimi ab und ernannte Merbah am 5. November 1988 zum Premierminister. Weil es im Volk zu Unruhen und Streiks gegen seine Wirtschaftspolitik kam, wurde er bereits am 9. September 1989 entlassen und durch Mouloud Hamrouche ersetzt.
Der ehemalige Regierungschef wurde am 22. August 1993 im Verlauf des algerischen Bürgerkriegs in Algier zusammen mit seinem Sohn und seinem Bruder von Unbekannten (Islamisten oder Ex-Militärs) erschossen.